# Battus polydamas antiquus
Battus polydamas antiquus — вымерший подвид дневной бабочки Battus polydamas из семейства парусников. Обитал на острове Антигуа в Карибском море, в группе Малых Антильских островов. Известен только по изображению самца, выполненному энтомологом Дрю Друри и датированному 1770 годом.
Иллюстрации Друри изображает самца. Основной фоновый цвет верхней и нижней стороне крыльев — чёрный. Верхняя сторона передних крыльев имеет ряда из восьми зелёных пятен. Верхние четыре пятна малы по размеру. Шестое пятно — самое крупное. На верхней стороне нижних крыльев проходила перевязь такого же цвета, как и пятна на передних крыльях. На нижней стороне задних крыльев в прикраевой зоне находились красные пятна.
В настоящее время выделяют 21 подвид Battus polydamas и antiquus является единственным из них, который указан как вымерший. Дру Друри получал бабочек для исследования из различных источников на протяжении той исторической эпохи, когда картография не была точной. Учёные, изучавшие его трёхтомник «Иллюстрации естественной истории», констатирует о наличии в нём множество ошибок в его таксономии. По мнению некоторых исследователей, такие ошибки могут указывать на то, что Battus polydamas antiquus никогда не существовал вообще. Возможно, это единственная бабочка, которая «вымерла» из-за того, что она никогда не существовала. Ряд учёных считают, что это гипотетический вымерший подвид.